# José Luis Palomar
José Luis Palomar Romero (Soria, 22 de noviembre de 1952) es un torero español.

## Trayectoria
Debutó en público el 10 de julio de 1970 en Soria. Debutó con caballos el 3 de octubre de 1973 en Soria. 
Tomó la alternativa en marzo de 1978 en Castellón, con José María Manzanares (padre) como padrino y El Niño de la Capea como testigo. 
Confirmó la alternativa en Madrid el 17 de mayo de 1978 siendo su padrino Dámaso González y repitiendo El Niño de la Capea como testigo.  
En el junio de 1982 salió dos veces por la puerta grande de Madrid. La primera, el primer día del mes en la denominada corrida del siglo con reses de Victorino Martín, junto a los compañeros de cartel Francisco Ruiz Miguel y Luis Francisco Esplá. La segunda, todavía enfrentándose a toros de esta ganadería, el 16 en la corrida de beneficencia alternando con Antoñete y Francisco Ruiz Miguel. 
En 1983 triunfó en España y Perú.
El domingo 30 de septiembre de 1985 fue testigo de la cogida mortal de El Yiyo en la Plaza de Toros de Colmenar (Madrid), cuando lidiaba, junto a Antoñete, reses de Marcos Núñez. 
En 2004 toreó en Soria 2 tardes: la primera el domingo 27 de junio cortando 2 orejas con Toros de Buenavista alternando con Manuel Díaz "El Cordobés" y El Juli, y la segunda el sábado 24 de julio, corrida goyesca conmemorativa del 150 aniversario de la construcción de la plaza Soriana con Toros de Ana Romero alternando con "El Cordobés", el rejoneador Álvaro Montes, y el novillero local Rubén Sanz.
Una característica de su toreo, que comparte con muy pocos diestros de la época moderna, es hacer todo el último tercio con el estoque de verdad.